# Carolina Escobar
Carolina Andrea Escobar Caffarena (Santiago, 21 de noviembre de 1975) es una periodista y presentadora de televisión chilena. Entre 2000 y 2010 trabajó en la cadena internacional de noticias CNN en Español, donde condujo el programa semanal En Familia. Desde marzo de 2013 a julio de 2020 se desempeñó como lectora de noticias de la señal abierta de Televisión Nacional de Chile (TVN) y de su emisora de cable Canal 24 Horas. Hasta 2022 fue conductora del matinal de TVN Buenos días a todos.

## Biografía

### Primeros años y estudios
Carolina Escobar nació en Santiago de Chile, pero a corta edad se mudó con su familia a la ciudad de Concepción. Después de egresar del colegio, estudiaría durante seis meses inglés en la Universidad de Cambridge, Inglaterra. Tras regresar a Chile estudió periodismo en la Universidad del Desarrollo, en la ciudad donde creció.

### Carrera profesional
Previo a su último año de universidad, en 1998, realizó una práctica de tres meses en CNN en Español. Luego de titularse Escobar decidió a comienzos de 2000 radicarse en los Estados Unidos y llegó de regreso a Atlanta, esta vez como corresponsal de la revista chilena Caras.
Participó en el certamen Miss Chile en 2000, donde obtuvo el título de primera finalista (segunda Miss Chile). Ese mismo año comenzó su carrera profesional en CNN en Español como redactora del sitio web CNN en Español.com donde tuvo a cargo la sección Comunidad. Al poco tiempo la dirección del canal identificó que debía ser quien promueva las noticias en línea por la señal televisiva.
En el año 2001 comenzó a trabajar en el programa Encuentro con Daniel Viotto, y en el programa especial Expedición Antártica, como productora, realizadora y conductora. Desde el año 2003 asume la conducción de Adelantos, un programa sobre el desarrollo de la ciencia y tecnología tanto en Latinoamérica como en otros lugares del planeta. Su período de mayor trascendencia mediática internacional fue a través de su programa En Familia también en CNN en español, cuya coproducción y conducción inició en 2006.
En 2010 participó en repetidas ocasiones del programa Larry King Live en CNN con motivo de la tragedia por el terremoto y tsunami en su natal Chile, y también fue parte de la cobertura de CNN International en el rescate de la mina San José.
En marzo de 2013 se incorporó como conductora a Canal 24 Horas en Chile, presentando el noticiero Noticias 24 junto al periodista Gonzalo Ramírez. Ha sido conductora de los noticiarios Tu Mañana, 24 Horas, 24Tarde y 24 Horas Central en la señal abierta de Televisión Nacional de Chile (TVN). Actualmente, es conductora del matinal Buenos días a todos, así como también del programa ecológico "¿Cuál es tu huella?" que se emite en el Canal 24 Horas